# Episteme arctopsa
Episteme arctopsa là một loài bướm đêm trong họ Noctuidae.